# Араз (футзальний клуб, Нахічевань)
«Араз» (азерб. Araz-Naxçıvan) — азербайджанський футзальний клуб з міста Нахічевань, який виступає в Прем'єр-лізі.

## Історія

### Національні змагання
У 2004 році підприємець Заур Ахундов створив клуб «Араз», в своєму дебютному сезоні команда виграла чемпіонат Азербайджану. Ахундову вдалося зібрати під прапори «Араза» провідних футболістів країни, а також двох бразильців з іншого азербайджанського клубу «Туран Ейр» — Пнеу та Сіджі.
Наступного (2005) року «Араз» виграв національний чемпіонат та кубок. Загалом команда виграла 14 матчів на внутрішній арені, а ще в двох зіграла внічию. У 2006 році історія повторилася: «Араз» при 20 перемогах зазнав двох поразок і забив 145 м'ячів. При цьому, обидва фіаско припали на три останні матчі чемпіонату, але до того моменту команда вже достроково виграла золото й взяла Кубок Азербайджану.
У наступних сезонах «Араз» продовжив домінування у внутрішній першості. У 2019 році він став 14-разовим чемпіоном Азербайджану. Гравці команди складають основу національної збірної.
У вересні 2024 року контракт клубу з головним тренером Віталієм Борисовим було розірвано за взаємною згодою, а виконання обов’язків головного тренера тимчасово доручено сербському фахівцеві Предрагу Райїчу.

### Єврокубки
Клуб дебютував на європейському рівні в 2006 році, де розійшовся миром з «Кристал Нуар» (4:4), поступився «Зринськи» (2:4) та здолав «Де Гоммель» (3:0). На міжнародній арені командою керував досвідчений російський фахівець Аркадій Бєлий. Ще будучи футболістом Білий виграв футзальний чемпіонат Європи 1999 року, окрім того, він тренував московську «Діну».
Найуспішнішим у єврокубках для азербайджанців був сезон 2009/10 років. В Елітному раунді «Араз» обійшов казахстанський «Кайрат» в змаганні за вихід у Фінал Чотирьох, а потім, поступившись у півфіналі іменитому іспанському клубу «Мовістар Інтер», а в матчі за третє місце зумів обіграти італійський «Лупаренсе».

## Досягнення
- Прем'єр-ліга
  -  Чемпіон (14): 2005, 2006, 2007, 2008, 2009, 2010, 2011, 2012, 2013, 2014, 2016, 2017, 2018, 2019

- Кубок Азербайджану
  -  Володар (14): 2005, 2006, 2007, 2008, 2009, 2010, 2011, 2012, 2013, 2014, 2016, 2017, 2018, 2019

- Кубок УЄФА
  -  Бронзовий призер (2): 2009/10, 2013/14

## Статистика виступів у єврокубках
| Сезон   | Змагання   | Ранд           | Країна               | Суперник                         | Результат | Змагання     |
| ------- | ---------- | -------------- | -------------------- | -------------------------------- | --------- | ------------ |
| 2005/06 | Кубок УЄФА | Перший раунд   | Бельгія              | Морланвельц                      | 4–4       | Мостар       |
| 2005/06 | Кубок УЄФА | Перший раунд   | Боснія і Герцеговина | Карака Мостар                    | 2–4       | Mostar       |
| 2005/06 | Кубок УЄФА | Перший раунд   | Нідерланди           | Де Гоммель                       | 3–0       | Mostar       |
| 2006/07 | Кубок УЄФА | Основний раунд | Хорватія             | МНК Спліт                        | 5–3       | Спліт        |
| 2006/07 | Кубок УЄФА | Основний раунд | Греція               | Афіна                            | 5–1       | Спліт        |
| 2006/07 | Кубок УЄФА | Основний раунд | Швеція               | Сковде                           | 10–4      | Спліт        |
| 2006/07 | Кубок УЄФА | Елітний раунд  | Польща               | Клірекс Хожув                    | 3–3       | Хожув        |
| 2006/07 | Кубок УЄФА | Елітний раунд  | Бельгія              | Аксьйон 21                       | 4–6       | Хожув        |
| 2006/07 | Кубок УЄФА | Елітний раунд  | Сербія               | Марбо                            | 1–3       | Хожув        |
| 2007/08 | Кубок УЄФА | Головний раунд | Італія               | Лупаренсе                        | 0–3       | Баку         |
| 2007/08 | Кубок УЄФА | Головний раунд | Молдова              | Камелот (Кишинів)                | 4–1       | Баку         |
| 2007/08 | Кубок УЄФА | Головний раунд | Словаччина           | Слован-Матіц                     | 3–4       | Баку         |
| 2008/09 | Кубок УЄФА | Головний раунд | Швеція               | Сковде                           | 11–2      | Баку         |
| 2008/09 | Кубок УЄФА | Головний раунд | Болгарія             | Надін (Софія)                    | 6–1       | Баку         |
| 2008/09 | Кубок УЄФА | Головний раунд | Словаччина           | Слован-Матіц                     | 4–2       | Баку         |
| 2008/09 | Кубок УЄФА | Елітний раунд  | Хорватія             | Националь (Загреб)               | 4–3       | Загреб       |
| 2008/09 | Кубок УЄФА | Елітний раунд  | Росія                | Динамо (Москва)                  | 2–4       | Загреб       |
| 2008/09 | Кубок УЄФА | Елітний раунд  | Румунія              | Одорхей Сецуєч                   | 6–4       | Загреб       |
| 2009/10 | Кубок УЄФА | Основний раунд | Кіпр                 | Омонія                           | 4–1       | Пула         |
| 2009/10 | Кубок УЄФА | Основний раунд | Сербія               | Колубара                         | 4–0       | Пула         |
| 2009/10 | Кубок УЄФА | Основний раунд | Хорватія             | Потпичан                         | 4–4       | Пула         |
| 2009/10 | Кубок УЄФА | Елітний раунд  | Латвія               | Нікарс                           | 7–1       | Баку         |
| 2009/10 | Кубок УЄФА | Елітний раунд  | Греція               | Афіна                            | 7–0       | Баку         |
| 2009/10 | Кубок УЄФА | Елітний раунд  | Казахстан            | Кайрат                           | 4–3       | Баку         |
| 2009/10 | Кубок УЄФА | Фінал чотирьох | Іспанія              | Мовістар Інтер                   | 2–5       | Лісабон      |
| 2009/10 | Кубок УЄФА | Фінал чотирьох | Італія               | Лупаренсе                        | 2–2       | Лісабон      |
| 2010/11 | Кубок УЄФА | Основний раунд | Ірландія             | Спортінг Фінгел                  | 7–4       | Тиргу-Муреш  |
| 2010/11 | Кубок УЄФА | Основний раунд | Латвія               | Нікарс                           | 7–2       | Тиргу-Муреш  |
| 2010/11 | Кубок УЄФА | Основний раунд | Румунія              | Сіті'US                          | 3–1       | Тиргу-Муреш  |
| 2010/11 | Кубок УЄФА | Елітний раунд  | Кіпр                 | Арарат                           | 2–1       | Єкатеринбург |
| 2010/11 | Кубок УЄФА | Елітний раунд  | Італія               | Монтесілвано                     | 2–2       | Єкатеринбург |
| 2010/11 | Кубок УЄФА | Елітний раунд  | Росія                | Віз-Сінара                       | 2–3       | Єкатеринбург |
| 2011/12 | Кубок УЄФА | Елітний раунд  | Нідерланди           | Ейндховен                        | 5–3       | Барселона    |
| 2011/12 | Кубок УЄФА | Елітний раунд  | Чехія                | ЕП Чрудим                        | 3–4       | Барселона    |
| 2011/12 | Кубок УЄФА | Елітний раунд  | Іспанія              | Барселона                        | 2–2       | Барселона    |
| 2012/13 | Кубок УЄФА | Основний раунд | Ірландія             | ЕІД Футзал                       | 0–5       | Дьєр         |
| 2012/13 | Кубок УЄФА | Основний раунд | Нідерланди           | Ейндховен                        | 4–3       | Дьєр         |
| 2012/13 | Кубок УЄФА | Основний раунд | Угорщина             | Дьєр                             | 5–5       | Дьєр         |
| 2012/13 | Кубок УЄФА | Елітний раунд  | Словенія             | Літія                            | 3–5       | Лашко        |
| 2012/13 | Кубок УЄФА | Елітний раунд  | Іспанія              | Барселона                        | 1–7       | Лашко        |
| 2012/13 | Кубок УЄФА | Елітний раунд  | Хорватія             | МНК Спліт                        | 5–1       | Лашко        |
| 2013/14 | Кубок УЄФА | Основний раунд | Греція               | Афіна '90                        | 5–1       | Тиргу-Муреш  |
| 2013/14 | Кубок УЄФА | Основний раунд | Бельгія              | Шателіно Футзал                  | 3–1       | Тиргу-Муреш  |
| 2013/14 | Кубок УЄФА | Основний раунд | Румунія              | Сіті'US (Тиргу-Муреш)            | 3–3       | Тиргу-Муреш  |
| 2013/14 | Кубок УЄФА | Елітний раунд  | Нідерланди           | Ейндховен                        | 6–3       | Алмада       |
| 2013/14 | Кубок УЄФА | Елітний раунд  | Угорщина             | Дьєр                             | 5–0       | Алмада       |
| 2013/14 | Кубок УЄФА | Елітний раунд  | Португалія           | Спортінг                         | 6–3       | Алмада       |
| 2013/14 | Кубок УЄФА | Фінал чотирьох | Іспанія              | Барселона                        | 4–4       | Баку         |
| 2013/14 | Кубок УЄФА | Фінал чотирьох | Казахстан            | Кайрат                           | 6–4       | Баку         |
| 2014/15 | Кубок УЄФА | Елітний раунд  | Словаччина           | Слов-Матіц                       | 3–4       | Пардубиці    |
| 2014/15 | Кубок УЄФА | Елітний раунд  | Росія                | Діна (Москва)                    | 4–5       | Пардубиці    |
| 2014/15 | Кубок УЄФА | Елітний раунд  | Чехія                | ЕП Чрудим                        | 0–6       | Пардубиці    |
| 2016/17 | Кубок УЄФА | Основний раунд | Косово               | Фенікс                           | 1–0       | Скоп'є       |
| 2016/17 | Кубок УЄФА | Основний раунд | Північна Македонія   | Железарец (Скоп'є)               | 15–4      | Скоп'є       |
| 2016/17 | Кубок УЄФА | Основний раунд | Грузія               | Тбіліський державний університет | 7–1       | Скоп'є       |
| 2016/17 | Кубок УЄФА | Елітний раунд  | Росія                | Угра (Югорськ)                   | 3–5       | Загреб       |
| 2016/17 | Кубок УЄФА | Елітний раунд  | Німеччина            | Гамбург Пантерс                  | 1–7       | Загреб       |
| 2016/17 | Кубок УЄФА | Елітний раунд  | Хорватія             | Националь (Загреб)               | 5–1       | Загреб       |
| 2017/18 | Кубок УЄФА | Основний раунд | Румунія              | Автобергамо Дева                 | 3–6       | Дева         |
| 2017/18 | Кубок УЄФА | Основний раунд | Мальта               | Луксол Сент-Ендрюс               | 6–4       | Дева         |
| 2017/18 | Кубок УЄФА | Основний раунд | Боснія і Герцеговина | Мостар СГ Стаклорад              | 5–2       | Дева         |
| 2018/19 | Кубок УЄФА | Основний раунд | Словаччина           | МІМЕЛ ЛУчинец                    | –         |              |
| 2018/19 | Кубок УЄФА | Основний раунд | –                    |                                  |           |              |
| 2018/19 | Кубок УЄФА | Основний раунд | –                    |                                  |           |              |

## Арена
Домашньою ареною «Араза» є бакинський «Спортивна арена Баку». Незважаючи на те, що клуб представляє Нахічевань, всі матчі команда, як й інші футзальні колективи Азербайджану, проводить саме на цій арені, яка вміщує 5 тисяч глядачів.